# Грачанка
Грачанка је река на Косову и Метохији која протиче поред манастира Грачанице, кроз насеље Грачаницу, кроз Лапље Село, Преоце, Горње Добрево и улива се у Ситницу на излазу из Доњег Добрева. Извире испод саме бране Грачаничког језера и тече поред јаловишта Рудника Кишница. Док није било језера, Грачанка је била богатија водом, а настајала је од речица и потока испод села Лабљана и села Мрамора. Изградњом Грачаничког језера (1963 - 1966) расељено је Ново Село, настањено Србима. Грачаничко језеро се користи за снабдевање водом Приштине и околних насеља.